# Timofei Matvéiev
Timofei Matvéiev (Paltiyel/Öç Baltay/Triokhbaltàievo, Txuvàixia, 24 de gener de 1884 - camp de Solikamsk, 10 de març de 1939), de nom complet amb patronímic Timofei Matvéievitx Matvéiev (rus i txuvaix: Тимофей Матвеевич Матвеев), fou un filòleg txuvaix, un dels creadors de la filologia txuvaixa, mort al camp de concentració de Solikamsk.

## Vida
Matvéiev va néixer en una família pagesa txuvaixa a Paltiyel (tàtar: Öç Baltay), un poble de majoria tàtara al sud de l'actual Txuvàixia.
Va graduar-se a l'escola de mestres txuvaixos de Simbirsk (1903), al Seminari Teològic de Simbirsk (1908), al departament eslavorus de la Universitat de Kazan (1915) i dels cursos de doctorat de l'Institut Jafètic de Leningrad (1928). Mentre estudiava a Simbirsk amb Ivan Iàkovlev, va estar treballant en la traducció de textos al txuvaix, juntament amb Konstantín Ivanov i altres, i en la preparació de llibres de text. Entre 1903 i 1905 va treballar com a professor d'una petita escola rural al sud de l'actual Txuvàixia que només tenia classes de primer i segon. De 1915 a 1918, va ensenyar en seminaris de professors a Glaz/Glàzov (actualment, a Udmúrtia) i, entre 1915 i 1925, va ser director de l'escola normal de Kanaix, a Txuvàixia. Entre 1928 i 1936 va treballar a Xupaixkar, a l'Institut de Recerca Científica de Llengua, Literatura i Història (el principal centre de recerca de Txuvàixia), mentre que simultàniament ensenyava a l'Institut Pedagògic Txuvaix (l'escola normal).

## Obra
El seu primer gran treball va ser la Gramàtica de la llengua txuvaix (1919, en rus), en què descrivia la fonètica i morfologia de la llengua. En aquesta obra, fou el primer que estudià el txuvaix des de l'angle de la fonologia i establí l'inventari de fonemes de la llengua.
Fou també molt actiu en la normativització de l'ortografia txuvaixa. Cal tenir en compte que les transformacions de tota mena que comportà la institució de la Unió Soviètica afectà enormement totes les llengües que s'hi parlaven. D'una banda, apareixien noves institucions i noves formes de parlar per diferenciar-se de la societat tsarista anterior. D'altra banda, el txuvaix va esdevenir una llengua administrativa i judicial i el seu pes dins de l'ensenyament i els mitjans de comunicació va incrementar-se substancialment, la qual cosa el posava davant de nous usos lingüístics. La incorporació d'un gran volum de termes nous i la necessitat elaborar el txuvaix en els àmbits administratiu, judicial, periodístic i altres van generar debats ben vius durant els anys vint i primers trenta.
Durant els seus estudis de doctorat, va participar en treballs de camp anuals a pobles de Txuvàixia, on va recollir molt de material. En va extreure un extens article titulat «Breu panoràmica general sobre els dialectes txuvaixos», en què va ser el primer a identificar els dialectes txuvaixos i les seves característiques principals.
En lexicografia, el 1931, un grup d'autors encapçalat per ell va publicar un diccionari rus-txuvaix de 7000 entrades, el primer diccionari rus-txuvaix publicat en l'època soviètica. Després de la mort de Nikolai Aixmarin, va editar, entre 1934 i 1936, els volums VI a XI del seu diccionari txuvaix (total: 1970 pàgines).
En l'àmbit de l'ensenyament, amb Fiódor Timoféiev, va publicar dos llibres de text per a escolars que va ser les primeres gramàtiques de la llengua escrites en txuvaix: un manual de morfologia per a cinquè (1933, segona edició, amb modificacions, 1935) i un de sintaxi per a sisè i setè (1934, segona edició ampliada, 1935).

## Detenció i mort
El 3 de novembre de 1936 va ser detingut a l'inici del període conegut com el Gran Terror. Les acusacions sobre ell el presentaven com un nacionalista contrarevolucionari actiu des que ensenyava a Kanaix. L'acusació, però, remarcava en diferents llocs les seves preses de posició durant els anys vint per considerar el txuvaix com una llengua autònoma del rus, en què els manlleus havien d'adaptar-se a les regles fonològiques i ortogràfiques pròpies de la llengua. En particular, se li retreia que «en el congrés d’història local de 1928 va defensar el principi de pronunciar el txuvaix de manera inculta (malogramótnoie proiznoixénie txuvàixskogo iazikà)». Sentint les amenaces cada vegada més fortes de l'autoritat, Matvéiev, però, havia intentat retractar-se, el 1935, admetent que era necessari acceptar «txuvaixitzar» termes russos. El 5 de desembre de 1937 va ser condemnat per formar part d'una organització nacionalista contrarevolucionària, juntament amb Fiódor Timoféiev, Nikolay Șupuśśınni, Mikhaïl Tinehpi i altres. Condemnat a deu anys d'internament en camps de treball, morí al camp de concentració de Solikamsk el 10 de març de 1939.

## Principals publicacions
- Matveev, Timofej Matveevič. Grammatika čuvašskogo jazyka: Morfologija: učenie o formax (en rus).  Simbirsk: Tipo-litografija gubsovnarxoza Nº 2, 1919 (Izdanie čuvašskoj sekcii Simbirskoj gubernskoj otdela narodnogo obrazovanija).
- Matveev, Timofej Matveevič «Kratkij obzor čuvašskix dialektov» (en rus). Jafetičeskij sbornik, 1930, pàg. 100-151.
- Matveev, Timofej Matveevič (ed.). Russko-čuvašskij slovarʹ = Vırăsla-çăvaşla sămah kĕneki.  Çăvaş kĕneki uyrămĕ, 1931.
- Matveev, Timofej Matveevič; Timofeev, Fedor Timofeevič. Çăvaş çĕlhin grammatiki : morfologi : 5-mĕş vĕrenü śulĕ (en txuvaix).  Xupaixkar: Çăvaş patşalăh izdatel’stvi, 1933.
- Matveev, Timofej Matveevič; Timofeev, Fedor Timofeevič. Çăvaş çĕlhin grammatiki : sintaksis : 6-mĕşpe 7-mӗş vĕrenü śulĕ (en txuvaix).  Xupaixkar: Çăvaş patşalăh izdatel’stvi, 1934.